# Cologno Nord (métro de Milan)
Cologno Nord est une station de la ligne 2 du métro de Milan. Terminus de la branche nord-ouest de la ligne, la station est située sur le territoire communal de Cologno Monzese.